# Achelia laevis
Achelia laevis är en havsspindelart som beskrevs av Hodge, G. 1864. Achelia laevis ingår i släktet Achelia och familjen Ammotheidae. Inga underarter finns listade i Catalogue of Life.